# Antigoneia (Epiro)
Antigoneia ou Antigônia (português brasileiro) ou Antigónia (português europeu) (em grego: Αντιγόνεια; romaniz.: Antigóneia) foi uma cidade grega antiga da Caônia, no Epiro. Localizava-se próxima ao rio Aoos, sobre a colina de Jerma, na porção oriental do Vale do Drino, numa estreita passagem que ligou a região com a Ilíria. Atualmente suas ruínas estão ao sul da vila de Saraquinixita, na comuna de Antígona, no distrito e prefeitura homônimas de Argirocastro, na Albânia. Construída por (r. 306-302; 297-272 a.C.) em 295 a.C., tornou-se uma importante cidade do Epiro, estabelecendo fortes laços comerciais com Estados vizinhos e distantes. Aliou-se ao Reino da Macedônia durante as Guerras Macedônicas e foi saqueada e destruída em 168 a.C. pelos romanos de Lúcio Emílio Paulo Macedônico. Continuou a existir, embora de forma reduzida, até ser novamente destruída durante o século VI pelos invasores eslavos.

## História
Antigoneia foi fundada no começo do século III a.C., provavelmente em 295 a.C., por Pirro do Epiro (r. 306-302; 297-272 a.C.), que batizou-a em homenagem a sua esposa Antígona, filha de Berenice I e enteada de Ptolemeu I Sóter (r. 323–283 a.C.). Ela desenvolveu-se como um importante centro cultural, econômico, social e político e pelo final do século III a.C. e começo do século II a.C. tornou-se uma pólis. Devido sua posição, controlou a via (a futura Via Egnácia) que conectou Dirráquio, Apolônia e Órico com os altiplanos de Janina e Sul do Epiro. Depois de Fenice, foi a mais importante cidade dos caônios.
Durante as Guerras Macedônicas entre a República Romana e o Reino da Macedônia de Filipe V (r. 221–179 a.C.) e Perseu (r. 179–168 a.C.), os habitantes de Antigoneia aliaram-se os macedônios. Em 198 a.C., Filipe V foi derrotado próximo da cidade e em 167 a.C., com a vitória romana definitiva, Antigoneia e outras 70 cidades do Epiro foram saqueadas e incendiadas pelas legiões de Lúcio Emílio Paulo Macedônico; ela não foi reconstruída. Uma igreja recém-descoberta, no chão da qual há um mosaico de São Cristóvão e um emblema grego, testemunha a existência da cidade no período paleocristão e é o último edifício construído na antiga Antigoneia. Foi novamente destruída durante as invasões eslavas no século VI.

## Arqueologia
As ruínas de Antigoneia localizam-se ao sul da vila de Saraqinishta, na comuna de Antígona, no distrito e prefeitura homônimas de Argirocastro da Albânia. Suas ruínas foram identificadas em 1966 e escavadas pelo arqueólogo albanês Dhimosten Budina entre 1966-1970. Pesquisas mais recentes estão sendo realizadas por equipes de arqueólogos greco-albaneses e desde 2005, por determinação do governo albanês, a zona tornou-se oficial o Parque Arqueológico Nacional de Antigoneia. Ele cobre uma área de 92 hectares e desde 2007, recebeu um escritório administrativo que contrata 6 equipes. A maior parte dos achados foram enviados para o Museu Histórico Nacional e o Museu Arqueológico Nacional, ambos na capital albanesa Tirana.

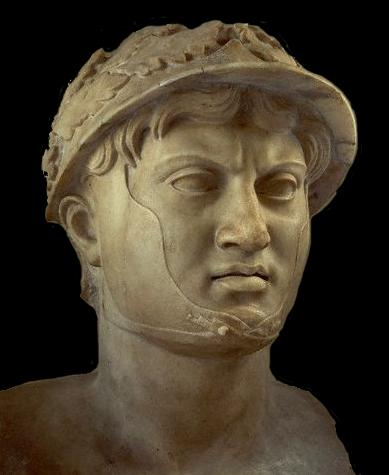
Busto de Pirro (r. 306-302; 297-) do Museu Arqueológico Nacional de Nápoles.

As remanescências de Antigoneia pertencem aos séculos III-II a.C. e há alguns edifícios do início da era cristã. Segundo os dados arqueológicos obtidos, Antigoneia possuía uma plano urbano quadrático e retangular e compreendeu cerca de 60 hectares. A zona urbana era protegida por muralhas circundantes de 4 000 metros de altura e um portão principal com duas torres defensivas. Tanto as muralhas como as residências identificadas foram construídas com blocos médios de calcário extraídos das pedreiras da Montanha Lunxaria. A porção sul contêm um estoa com múltiplos muros ásperos, um ninfeu e um sistema de fortificação linear de 800 metros, com cinco torres metálicas reforçadas por vigas e um pequeno portão. A acrópole era composta por um ninfeu e três cinturões de muralhas defensivas. Sua ágora, de 59.6 x 8.6 metros, tinha um estoa, decorado com colunas em estilo dórico, e uma estátua monumental em bronze dum cavaleiro, descoberta fragmentariamente em 1987 junto com figurinhas em bronze de Posidão e cães molossos; o único canal de drenagem da cidade passou por ela.
Várias foram as residências descobertas, constando entre elas um curtume, a residência dum artesão e outra dum tecelão e a intitulada "Casa do Condutor", assim chamada devido a descoberta da roda duma carroça. Várias delas eram peristiladas e há uma distintiva com um característico formato em L com um átrio e cinco alcovas. Pequenos assentamentos rurais foram identificados fora da zona muralhara, bem como uma tumba monumental em estilo macedônico, datada entre os séculos III-II a.C., com paredes gessadas, duas áreas ligadas entre si e uma estrutura abobadada criada com um arco. No extremo sudoeste há uma Basílica Paleocristã com três absides e um mosaico multicolorido datado dos séculos V-VI. Medindo 13.8 x 4.6 metros, é composta por duas seções, o salão quadrático principal e o altar com as três absides. Além dela, há uma igreja cristã do período bizantino construída entre os séculos VII-IX na coração da zona urbana com pedras e colunas de residências antigas. Ela possui apenas uma nave medindo 11 x 3.5 e próximo a ela está um cemitério com 13 tumbas.
Durante as expedições arqueológicas, foram escavados grande número de artefatos feitos em metal e argila. Em vista dos resultados obtidos, especula-se que áreas como o artesanato, agricultura, curtume de couro, escultura em pedra, marcenaria, etc. desempenharam importante papel na vida cotidiana da cidade. Dentre os objetos encontrados há cinzeis, martelos, foices, ganchos, mós, aplainadores, agulhas, diferentes vasos feitos com bronze decorado com figuras animais ou mitológicas como Posidão, a Esfinge e sereias, estatuetas de deuses e criaturas mitológicas, variados exemplos de cerâmica mais simples para uso cotidiano, moldes, pilhas de telhas e pitos. Também descobriu-se em Antigoneia mais de 500 moedas provenientes do Epiro, Ambrácia, Cércira, Macedônia, Dirráquio, Apolônia, Órico, Corinto, etc., bem como cerâmicos negros vitrificados, ânforas de Rodes, etc. indicando estreitos laços comerciais entre os locais e as cidades e Estados vizinhos e distantes.